# Ichneumon browni
Ichneumon browni là một loài tò vò trong họ Ichneumonidae.